# Corte de Pilatos

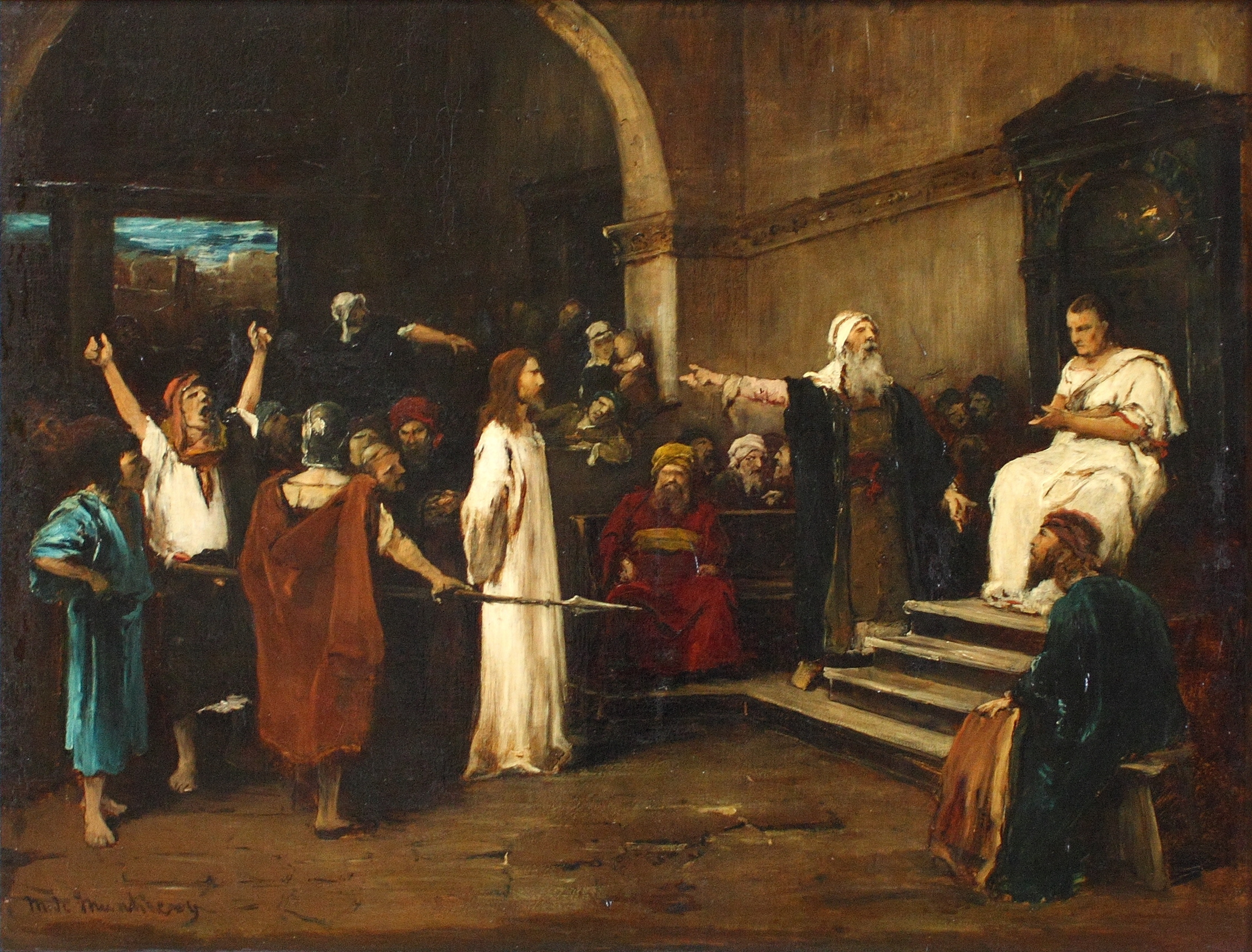
Cristo perante Pôncio Pilatos.
1881. Por Mihály Munkácsy, atualmente no Museu d'Orsay, em Paris.

A corte de Pilatos foi o julgamento de Jesus no pretório perante Pôncio Pilatos e que foi precedida pelo julgamento de Jesus no Sinédrio. Aparece em Marcos 15:1–21, Mateus 27:1–26, João 18:28–40 e Lucas 23:1–25, que compreende também Jesus na corte de Herodes, a Flagelação de Jesus, o episódio conhecido como Ecce Homo e Pilatos lavando as mãos.

## Jurisdição e papel de Pilatos
Apenas no Evangelho de Lucas, Pilatos, ao descobrir que Jesus ‘‘era galileu'', entendeu que o caso era da jurisdição de Herodes Antipas e, por isso, o enviou para ele (vide Jesus na corte de Herodes). Após questionar Jesus e receber pouquíssimas respostas, Herodes não vê em Jesus ameaça e o retorna para Pilatos. Com medo se tornarem impuros, os que acompanhavam o julgamento não ousaram entrar na corte de Pilatos e a discussão do prefeito com o povo aconteceu do lado de fora do pretório.
Muitos acadêmicos já notaram que Pilatos aparece mais como um advogado de defesa, tentando livrar Jesus, do que como um juiz numa audiência oficial.

## Local do pretório
Dois possíveis locais para o pretório em Jerusalém já foram propostos: a Fortaleza Antônia e o Palácio de Herodes. Os primeiros peregrinos a Jerusalém geralmente identificavam o local como sendo a Fortaleza Antônia, onde a tradicional Via Dolorosa começa. As evidências arqueológicas, que datam os restos da fortaleza como sendo do século II d.C., assim como a situação tensa que requeria que Pilatos estivesse perto do Segundo Templo durante os eventos da Páscoa judaica, sustentam a possibilidade de o local ser de fato a Fortaleza Antônia.

## Interrogatório
O Evangelho de Marcos se utiliza da palavra aulē ("salão", "palácio") para identificar o pretório.
Como as religiões professadas pelos judeus e pelos romanos eram diferentes e como na época Jerusalém era parte da Judeia romana, as acusações do Sinédrio contra Jesus não tinham nenhuma força perante Pilatos. A partir das três acusações trazidas pelos líderes judeus ("perverter a nação", "proibir o pagamento de tributos" e "sedição contra Roma"), Pilatos escolheu a última, perguntando «És tu o Rei dos Judeus? Respondeu-lhe Jesus: Tu o dizes, eu sou.» (Mateus 27:11). A audiência continua (João 18:33–38) e Pilatos finalmente faz a famosa pergunta: «Que é a verdade?» (João 18:38) (em latim: Quid es veritas?).
Saindo de lado, Pilatos publicamente declara que seu julgamento é que Jesus seria inocente das acusações, mas a multidão insiste na crucificação. A regra universal do Império Romano limitava a pena capital estritamente ao tribunal do governador romano e Pilatos decidiu então lavar suas mãos publicamente, como se não soubesse do resultado subsequente, deixando aberta a questão da responsabilidade pela morte de Jesus.